# ذا سمورفس دانس بارتي
ذا سمورفس دانس بارتي (بالإنجليزية: The Smurfs Dance Party)‏ ، هي لعبة فيديو إلكترونية للسلسلة الفرعية جاست دانس ، صدرت في السوق سنة 2011م، والتي تشمل ظهور شخصيات سنفور ، تعمل على نظام نينتندو وي ، وهي من نشر شركة يوبي سوفت الفرنسية.